# Red ad hoc para teléfonos inteligentes
Las redes ad hoc en teléfonos inteligentes ( SPAN por sus siglas en inglés ; también redes ad hoc de teléfonos inteligentes ) son redes ad hoc inalámbricas que utilizan teléfonos inteligentes . Una vez incorporada la tecnología de redes ad hoc, un grupo de teléfonos inteligentes cercanos entre sí puede crear una red ad hoc. Las redes ad hoc de teléfonos inteligentes utilizan el hardware existente (principalmente Bluetooth y Wi-Fi ) en los teléfonos inteligentes, disponibles en el mercado, para crear redes entre pares sin depender de las redes de operadores de telefonía móvil, puntos de acceso inalámbrico o infraestructuras de red tradicionales. Las SPANs de Wi-Fi utilizan el mecanismo subyacente del modo ad-hoc de Wi-Fi, que permite que los teléfonos puedan comunicarse directamente entre sí, a través de un medio claro, así como por un mecanismo de detección de rutas. Las SPANs se diferencian de las redes hub y spoke tradicionales, como lo son por ejemplo  Wi-Fi Direct, en que admiten el  enrutamiento multi hop  (enrutamiento ad hoc) y retransmisiones, además de que no existe la noción de un líder en el grupo; por lo que los compañeros pueden unirse y salir a voluntad sin destruir la red.
Las SPANs son útiles en circunstancias en las que la red normal está sobrecargada o no está disponible, como en conferencias, festivales de música o desastres naturales, siendo populares en Australia y América Latina.  Son comunes entre los jóvenes de los Estados Unidos que las utilizan como una forma de ahorrar dinero; ya que los datos son enviados directa y gratuitamente de un dispositivo a otro.
Las SPANs comenzaron a usarse en Irak en 2014 para eludir las restricciones gubernamentales impuestas al uso de Internet, en las protestas de Hong Kong de 2014 y 2019–20,  en 2015 en las protestas antigubernamentales en Rusia . También han sido utilizados por manifestantes en Taiwán, Irán y Siria.

## Características
- Son capaces de desconectarse de la red y permitir comunicaciones entre pares sin depender de redes de operadores de telefonía móvil, puntos de acceso inalámbrico o infraestructura de red tradicional.
- Tienen acceso opcional a Internet a través de dispositivos de puerta de enlace, como puntos de acceso móviles en la malla.
- Utilizan infraestructuras fijas u opcionales portátiles, como enrutadores, extensores de malla u otro hardware no telefónico.
- Aprovechan los dispositivos que las personas llevan consigo y utilizan a diario.
- Utilizan principalmente Bluetooth Mesh o Wi-Fi, ya que el espectro celular está autorizado y controlado por los proveedores de telefonía móvil y las regulaciones de la FCC.
- Su instalación y desmontaje se realizan bajo demanda.  Puedes unirte y retírate a voluntad.
- El protocolo de enrutamiento puede implementarse en la capa de red o en la capa de enlace.
- A menudo requieren enlazar un dispositivo y realizar modificaciones en el sistema operativo, el kernel o los controladores.

## Amenazas para las empresas de telecomunicaciones
La tecnología de red ad hoc que opera en modo ad hoc Wi-Fi, en la banda ISM sin licencia de 2.4 GHz puede suponer en una pérdida de ganancias para los operadoras de telefonía móvil ya que la banda ISM es gratuita y sin licencia, mientras que los operadoras de telefonía móvil operan en bandas con licencia en 900 MHz, 1200 MHz, 1800 MHz, etc. Esto puede suponer una amenaza para los operadores de telecomunicaciones (TELCOS por sus siglas en inglés). Las redes ad hoc móviles de teléfonos inteligentes pueden operar de forma independiente y permitir las comunicaciones entre usuarios de teléfonos inteligentes sin necesidad de que existan señales presentes 3G o 4G LTE. El modo ad hoc Wi-Fi se implementó por primera vez en Lucent WaveLAN 802.11a/b en computadoras portátiles. Dado que hoy en día Wi-Fi está presente e integrado en todos los teléfonos inteligentes, esta previa tecnología se adaptó a los teléfonos inteligentes.

## Uso
Las redes ad hoc de teléfonos inteligentes pueden ser útiles en situaciones como:
- uso por naciones en desarrollo donde no existe infraestructura de red;
- en protestas donde las entidades gubernamentales vigilan o deshabilitan la infraestructura de la red;
- en catástrofes naturales o incidentes terroristas en los que la infraestructura de red existente esté sobrecargada, destruida o en peligro;
- en acontecimientos temporales a gran escala, como festivales, en los que  se necesita una amplitud enorme durante un breve periodo.

### Uso en la vida real de las redes ad hoc para los teléfonos inteligentes
- 2014: en Irak, tras las restricciones gubernamentales al uso de Internet, los usuarios utilizan esta tecnología para comunicarse.[2][6]
- 2014: las protestas de Hong Kong en las que se pedía más democracia se utilizó FireChat para comunicarse.[3]
- 2015: los líderes de las protestas antigubernamentales en Rusia  instaron a sus seguidores a instalar FireChat  en diciembre de 2014[4]
- 2015: en 2015, millones de adolescentes y niños en edad escolar en los Estados Unidos empezaron a utilizar redes ad hoc de teléfonos inteligentes para chatear y comunicarse, sin necesidad de Wi-Fi o señales móviles.[1]
- 2019: durante las protestas en Hong Kong acontecidas en 2019-2020,  las cuales comenzaron en oposición a una  propuesta de modificación de una ley de extradición, Bridgefy, una aplicación de red ad hoc para teléfonos inteligentes que aparentemente funcionaba con Bluetooth Mesh, se utilizó para comunicarse durante las protestas de una manera que minimizaba el seguimiento e injerencia de las autoridades.

## Sistema operativo

### Conectividad multipares de Apple
En los iPhone de Apple lanzados con la versión iOS versión 7.0 y posteriores, las API (por sus siglas e inglés o interfaces programables de aplicaciones) de conectividad multipares están habilitadas y permiten a los iPhones de Apple funcionar en modo de red de malla ad hoc punto a punto. Esto significa que los iPhones ahora pueden comunicarse entre sí sin usar una señal o conexión móvil. Actualmente, Apple usa la conectividad multipares para permitir enviar fotos y archivos de gran tamaño entre pares (hasta GB). Esta aplicación se llama AirDrop y en 2017 comenzó a ganar popularidad. Con más de 700 millones de iPhones en uso en todo el mundo, las redes punto a punto ad hoc obtendrán una presencia generalizada casi al instante.

### Redes ad hoc en teléfonos Android
Al fusionar la Extensión Inalámbrica de Linux API  con partes de la pila de software de Android, una versión modificada de Android puede permitir aprovechar las funciones de red, comunicaciones y enrutamiento ad hoc del chip Wi-Fi integrado. De este modo, millones de teléfonos Android dispondrán de conectividad de malla ad hoc y funciones de red.

## Implementaciones de software
Entre los paquetes de software que implementan redes ad hoc para teléfonos inteligentes figuran Serval Project con licencia GPL a través de Bluetooth o WiFi; Commotion Wireless con licencia GPL; FireChat propietario sobre Bluetooth, Bridgefy sobre Bluetooth y Briar con licencia GPL sobre Bluetooth o WiFi.

## Soporte del fabricante del dispositivo
- Marco de conectividad multipares de iOS